# Història natural dels Països Catalans
Història natural dels Països Catalans és una obra enciclopèdica que va comptar amb la col·laboració de més de tres-cents especialistes, sota la direcció de Ramon Folch i Guillèn. Va ser publicada pel Grup Enciclopèdia Catalana, entre el 1984 i el 1992. L'obra consta de 16 volums més un suplement que s'ocupen de diferents aspectes com la botànica, la zoologia, la geologia o els sistemes naturals. L'obra ha esdevingut tot un model de referència, tant per als estudiosos de la natura com per al públic general i interessat en el tema.

## Descripció
El seu objectiu és arribar tant a un lector de cultura mitjana, com a universitaris i –fins i tot– especialistes. La col·lecció va ser publicada inicialment els anys 80 del segle passat, sota la direcció de Ramon Folch, i amb l'assessorament d'il·lustres científics i naturalistes catalans com són Carles Bas, Oriol de Bolòs, Creu Casas, Enric Gadea, Ramon Margalef, Jacint Nadal, Antoni Prevosti, Oriol Riba, Lluís Solé i Josep Vigo. El Consell editorial està format per Joan Carreras, Ramon Folch, Joaquim Gosàlbez, Xavier Llimona i Jaume Terradas.
El setzè volum, publicat el 2010, actualitza els continguts de la col·lecció a partir dels nous descobriments i dels resultats de recerca més recents. Inclou les denominacions vulgars i científiques de les gairebé 50.000 espècies biològiques citades en el conjunt de l'obra, actualitza les hipòtesis sobre l'origen i l'evolució de la vida, i dona a conèixer les principals línies de la recerca actual en la fauna i flora dels Països Catalans.